# 卡本代爾 (堪薩斯州)
卡本代爾（英語：Carbondale）是一個位於美國堪薩斯州歐塞奇縣的城市。

## 地方資料
根據2020年美國人口普查的數據，卡本代爾的面積為1.95平方千米，當中陸地面積為1.89平方千米，而水域面積為0.06平方千米。當地共有人口1352人，而人口密度為每平方千米693.33人。